# Chrysomima bisecta
Chrysomima bisecta là một loài bướm đêm trong họ Geometridae.